# Grenouer
A Grenouer orosz metal/rock együttes, 1992-ben alakult Szentpéterváron.

## Története
Eleinte death metal/thrash metal zenekarként tevékenykedtek. Demó lemezükön orosz nyelven énekeltek, majd az első nagylemezükön már angol nyelven énekeltek. A 2001-es The Odour O'Folly albumukkal kezdve jelentős stílusváltáson mentek keresztül (ezen az albumon feldolgozták az A-ha "Take On Me" című számát is), áttértek az alternatív metal és a rock műfajára. Jelen vannak továbbá a progresszív metal, melodikus death metal és djent műfajokban is. Lemezeiket a belga Mausoleum Records kiadó jelenteti meg. Nevük a grimoire (grimoár) nevű varázskönyv névváltozata.

## Tagok
- Ind - ének
- Motor - gitár
- Al Bolo - basszusgitár
- Danny D - dob

## Diszkográfia
- Border of Misty Times (1996)
- Gravehead (1999)
- The Odour o'Folly (2001)
- Presence with War (2004)
- Try (2006)
- Lifelong Days (2008)
- Blood on the Face (2013)
- Unwanted Today (2015)
- Ambition 999 (2019)

## Egyéb kiadványok
- Death of a Bite (demó, 1993)
- Fiery Swans (demó, 1996)
- Death of a Bite / Existence (split lemez, 2001)
- Sides (split lemez, 2002)
- Sophism / In-sect (split lemez, 2002)
- Covering Up and Down (split lemez, 2003)
- Try (EP, 2005)
- The Odour o'Folly / Gravehead (válogatáslemez, 2009)
- Computer Crime (EP, 2011)
- Blood on the Face (kislemez, 2012)